# DAA (empresa irlandesa)
A DAA (denominado "daa"), anteriormente Dublin Airport Authority, é uma empresa comercial de aeroportos semi-estaduais na Irlanda. A empresa é proprietária e opera o Aeroporto de Dublin e o Aeroporto de Cork. Suas outras subsidiárias incluem o negócio de varejo de viagens Aer Rianta International e DAA International.
A DAA, anteriormente proprietária e operadora do Aeroporto de Shannon, antes do Aeroporto de Shannon, tornou-se um aeroporto estatal separado no final de 2012. A empresa também possuía a Great Southern Hotels, que possuía nove locais em toda a ilha da Irlanda, até sua venda em 2006. A sede da DAA está localizada no terminal de passageiros original, em razão do Aeroporto de Dublin.

## História

### Aer Rianta
Aer Rianta foi fundada em 1937 como Aer Rianta Teoranta e o nome é derivado da língua irlandesa para "vias aéreas" ou "vias aéreas"; Teoranta é a palavra irlandesa para Limited. A Aer Rianta deveria servir como uma holding para a companhia aérea nacional e promover a aviação em geral.
Em 1947, Aer Rianta iniciou o conceito de loja duty-free no aeroporto de Shannon e é creditado com a invenção de lojas duty-free nos aeroportos. Aer Rianta foi o principal acionista da Aer Lingus durante os primeiros dias da companhia aérea, até 1966.
Aer Rianta teve o controle do aeroporto de Dublin desde o seu início, embora isso não tenha sido formalmente ou legalmente reconhecido até a aprovação da Air Navigation and Transport Act de 1950 . Durante as décadas de 1950 e 1960, o Gerente de Aeroporto do Aeroporto de Dublin, que era funcionário oficial da Aer Rianta, também fazia parte da equipe de gerenciamento da Aer Lingus e reportou-se ao Gerente Geral Adjunto da empresa. Em 1954, o Prof. Patrick Lynch foi nomeado presidente da Aer Rianta na tenra idade de 38 anos, assumindo a tarefa de transformar o déficit de 60.000 libras das empresas em um lucro. Ele foi presidente por 21 anos a 1975, e se aposentou dessa posição a seu próprio pedido para o governo do dia. Foi nessa época que o Departamento de Transportes e Energia voltou sua atenção para a organização de longo prazo dos três aeroportos estaduais. Devido à crescente complexidade e aos custos associados à gestão de aeroportos, e também devido, em grande parte, ao crescimento dos serviços não aéreos (mais notavelmente as vendas duty-free), sentiu-se a necessidade de estabelecer uma operação independente para gerir a Irlanda. aeroportos.[carece de fontes?]
Em 1966, a aprovação da Air Companies Act permitiu a transferência das acções da Aer Lingus para o Ministério das Finanças, tendo sido nomeados conselhos separados para cada empresa. Um gerente geral da Aer Rianta foi nomeado em 1968. Em 1 de abril de 1969, os aeroportos de Cork e Shannon passaram a ser da responsabilidade da empresa.
Em 1988, a Aer Rianta International (ARI) foi criada para buscar o potencial internacional para o crescimento da empresa, não relacionado à administração de aeroportos da Irlanda - por exemplo, abrindo o primeiro duty free da Rússia em Moscou em 1988. Em 1998, Aer Rianta Teoranta se tornou Aer Rianta cpt e manteve este nome até 2004.

### Autoridade do Aeroporto de Dublin / DAA
Em 2004, o Oireachtas aprovou a Lei de Aeroportos do Estado, 2004 . Este renomeou Aer Rianta como Dublin Airport Authority plc, e estabeleceu a Shannon Airport Authority plc e a Cork Airport Authority plc . As três novas autoridades têm poderes para formular planos de negócios para seus respectivos aeroportos, no entanto, eles não se encarregarão de administrar os aeroportos até uma data posterior a ser determinada pelo Ministro dos Transportes, que por lei não seria anterior a 1º de maio de 2005. A partir de 2008, isso ainda tinha que acontecer. Questões importantes pendentes a serem resolvidas incluem competitividade e reestruturação de débito.
A empresa também mantém suas participações acionárias significativas em aeroportos estrangeiros como Düsseldorf e Larnaca, através de sua subsidiária integral ARI, Aer Rianta International.
A Lei de Aeroportos do Estado foi duramente criticada por Noel Hanlon, o presidente cessante da Aer Rianta, e pelos sindicatos da empresa, que acreditavam ser um precursor da privatização. No entanto, nenhum ato para privatizar a Autoridade do Aeroporto de Dublin ou qualquer um dos aeroportos foi aprovado.
A Autoridade do Aeroporto de Dublin foi oficialmente renomeada DAA com efeito a partir de novembro de 2014.
O atual presidente da DAA é a Basil Geoghegan e seu CEO é a Dalton Philips.
Em 2016, a DAA pagou um dividendo de €18,3 milhões ao Estado, o primeiro desde 2009.

### Hotéis em Great Southern
Em 1990, os nove Great Southern Hotels foram comprados na Córas Iompair Éireann e vendidos novamente em 2006. A Edward Holdings, uma empresa controlada pelo empresário de Galway, Gerry Barrett, comprou os hotéis Killarney, Eyre Square e Corrib, enquanto Bernard McNamara, que trabalha em Dublin, comprou o hotel Parknasilla, em County Kerry. Uma empresa controlada por Ronan McArdle, Frank McArdle, Alan McIntosh e os irmãos Walsh adquiriu os três hotéis do aeroporto de Dublin, Cork e Shannon.

## Aeroportos e operações

### Aeroporto de Dublin
- O Aeroporto de Dublin é o maior aeroporto da Irlanda.
- Manipulou 31,5 milhões de passageiros em 2018.[7]

### Aeroporto de Cork
- O Aeroporto de Cork é o segundo maior aeroporto da Irlanda.
- Manipulou 2,3 milhões de passageiros em 2017.[7]

### Outras operações
A Aer Rianta International opera varejo de viagem / lojas duty free em 10 países, com lojas em países como Canadá, Chipre, Índia e Nova Zelândia. Também possui pontos de venda em vários países do Oriente Médio e, em 2015, ganhou um contrato de 10 anos para operar lojas duty-free no novo Midfield Terminal Building, no Aeroporto Internacional de Abu Dhabi.
Em 2016, a DAA International ganhou o contrato para gerenciar o novo Terminal 5 no Aeroporto Internacional King Khaled, em Riad, na Arábia Saudita.